# Francisco Mendoza (bispo de Palência)
Francisco Mendoza (falecido a 29 de março de 1536) foi um prelado católico romano que serviu como Bispo de Palência de 1534 a 1536, Bispo de Zamora de 1527 a 1534 e Bispo de Oviedo de 1525 a 1527.

## Biografia
Em 6 de novembro de 1525, Francisco Mendoza foi selecionado pelo Rei da Espanha e confirmado pelo Papa Clemente VII como Bispo de Oviedo; transferido em 3 de abril de 1527 para a sé de Zamora. Em 18 de janeiro de 1534, ele foi selecionado pelo Rei da Espanha e confirmado pelo Papa Clemente VII como Bispo de Palência, posição onde serviu até sua morte.

Enquanto bispo, foi o principal consagrador de Fernando Valdés, bispo de Elne (1529) e de Rodrigo de Bastidas y Rodriguez de Romera, bispo de Coro (1532); e foi o principal co-consagrador de Tomás de Berlanga, bispo do Panamá (1534).